# Pechipogo palpalis
Pechipogo palpalis är en fjärilsart som beskrevs av Fabricius 1775. Pechipogo palpalis ingår i släktet Pechipogo och underfamiljen sprötflyn till familjen näbbflyn. Inga underarter finns listade i Catalogue of Life.